# Commissione militare centrale
La commissione militare centrale (talvolta commissione o consiglio nazionale della difesa) è un organo collegiale, presente in certi stati comunisti, al quale è attribuita la supervisione delle forze armate. 

## Descrizione
Può essere organo del partito, eletto dal suo comitato centrale, o dello stato, eletto dal parlamento; in certi stati (come la Repubblica Popolare Cinese o la Corea del Nord) vi sono sia l'uno, competente per l'organizzazione del partito nelle forze armate, sia l'altro. Può avere il comando supremo delle forze armate, nel qual caso il suo presidente è considerato comandante in capo delle stesse.
Generalmente ne fanno parte esponenti di rilievo del partito comunista ed alti ufficiali delle forze armate e la presidenza è detenuta dal segretario generale (o primo segretario) del partito oppure dal leader de facto dello stesso (come è avvenuto per Deng Xiao Ping in Cina tra il 1981 e il 1989).

## Organi esistenti e del passato
- Commissione militare centrale (Cina)
- Commissione militare centrale (Corea del Nord)
- Commissione di difesa nazionale (Corea del Nord)
- Commissione militare centrale (Vietnam)
- Consiglio Nazionale della Difesa della Repubblica Democratica Tedesca (Repubblica Democratica Tedesca)